# Oribatula intermedia
Oribatula intermedia är en kvalsterart som beskrevs av Mihelcic 1969. Oribatula intermedia ingår i släktet Oribatula och familjen Oribatulidae. Inga underarter finns listade i Catalogue of Life.